# 신덴역 (사이타마현)
신덴역(일본어: 新田駅, しんでんえき)은 일본 사이타마현 소카시에 있는 도부 철도 이세사키 선의 역이다. 역 번호는 TS 18이다.

## 역사
- 1899년 12월 20일: 사이타마현 기타아다치군 신덴 마을에 영업 개시. 역명의 유래이다.
- 1908년 12월 2일: 폐지.
- 1925년 11월 10일: 영업 재개.
- 1985년 12월: 상행선 고가화 완료(본 역 북쪽에 위치한 아야세 강까지).
- 1988년 12월: 하행선 고가화 완료.
- 1994년 12월 27일: 에스컬레이터 2기 가동 개시.
- 1995년 12월 28일: 엘리베이터 1개가 공용 개시.
- 2012년 3월 17일: TS 18의 역 번호 설정.
- 2023년 12월 18일: 스크린도어 설치.

## 역 구조
섬식 승강장 1면 2선의 고가역이다. 완행선에만 승강장이 있다. 고가화 전에는 2면 2선의 상대식 승강장이었다. 고가화 완료 후, 신덴 ~ 고시가야 역 구간의 고가화 공사 기간 중 공사의 진전으로, 가모 역에서 통과 대기가 되지 않는 관계로 본 역의 외측에 통과선을 설치하고 각역 정차가 특급・쾌속・준급행(현재의 구간 급행)의 통과 대기를, 신덴 ~ 고시가야 역 구간의 고가화 공사가 끝날 때까지 실시되었다.

### 승강장
| 번호 | 노선                 | 방향 | 행선                                                                             |
| ---- | -------------------- | ---- | -------------------------------------------------------------------------------- |
| 1    | 도부 스카이트리 라인 | 상행 | 소카・기타센주・도쿄 스카이트리・아사쿠사・ 히비야 선 나카메구로 방면            |
| 2    | 도부 스카이트리 라인 | 하행 | 신코시가야・기타코시가야・가스카베・도부 도부쓰코엔・ 닛코선 미나미쿠리하시 방면 |

## 역 주변
역 구내 개찰 내에 서점과 자동 판매기가 있고, 개찰 외 고가시타에 도부 스토어 신덴점, 훼미리마트 신덴 역점이 있다. 이전에는 구내 매점이 있었지만 2011년 9월 30일로 폐점했다.
- 사이타마 현 경찰 소카 경찰서 신덴 역전 파출소
- 아야세 강
- 소카 아사히마치 단지
- 가모 우체국
- 닛코 가도(도쿄 도 사이타마 현도 49호 아다치코시가야 선)
- 신덴 역 버스 터미널
- 택시 승강장
- 소카 시 관공서 신덴 서비스 센터
- 소카 시립 근로 복지회관
- 소카 시립 신덴 초등학교
- 국도 제4호선 소카 바이패스
- 이토 요카도 신덴점
- 사이타마 현도 328호 가나메초하토가야 선
- 소카 아사히마치 우체국
- 소카 공원
- 미쓰비시도쿄UFJ은행 소카 신덴 지점
- 북오프 소카 신덴점

## 사진

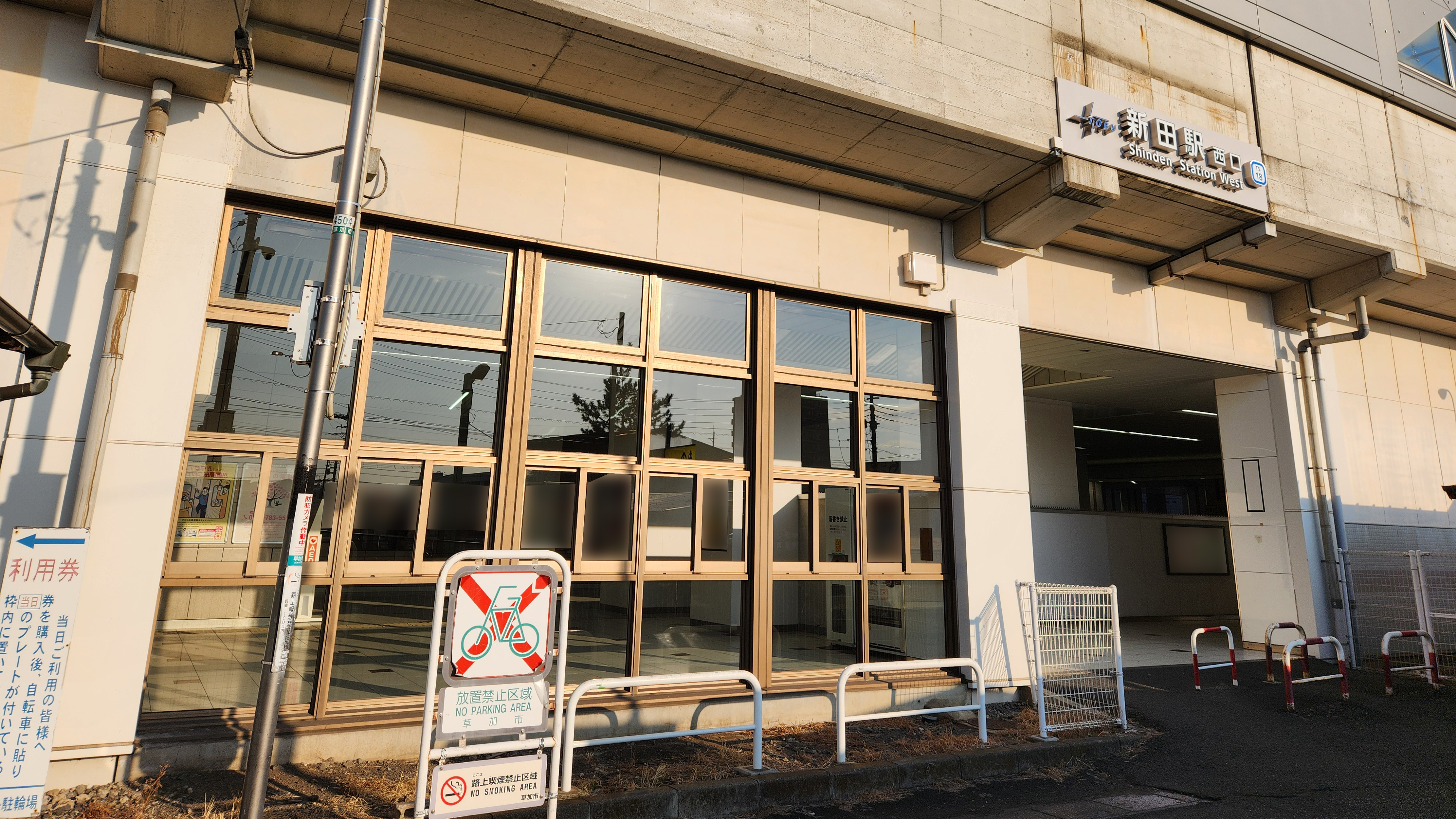
서쪽 출입구(2023년 12월)
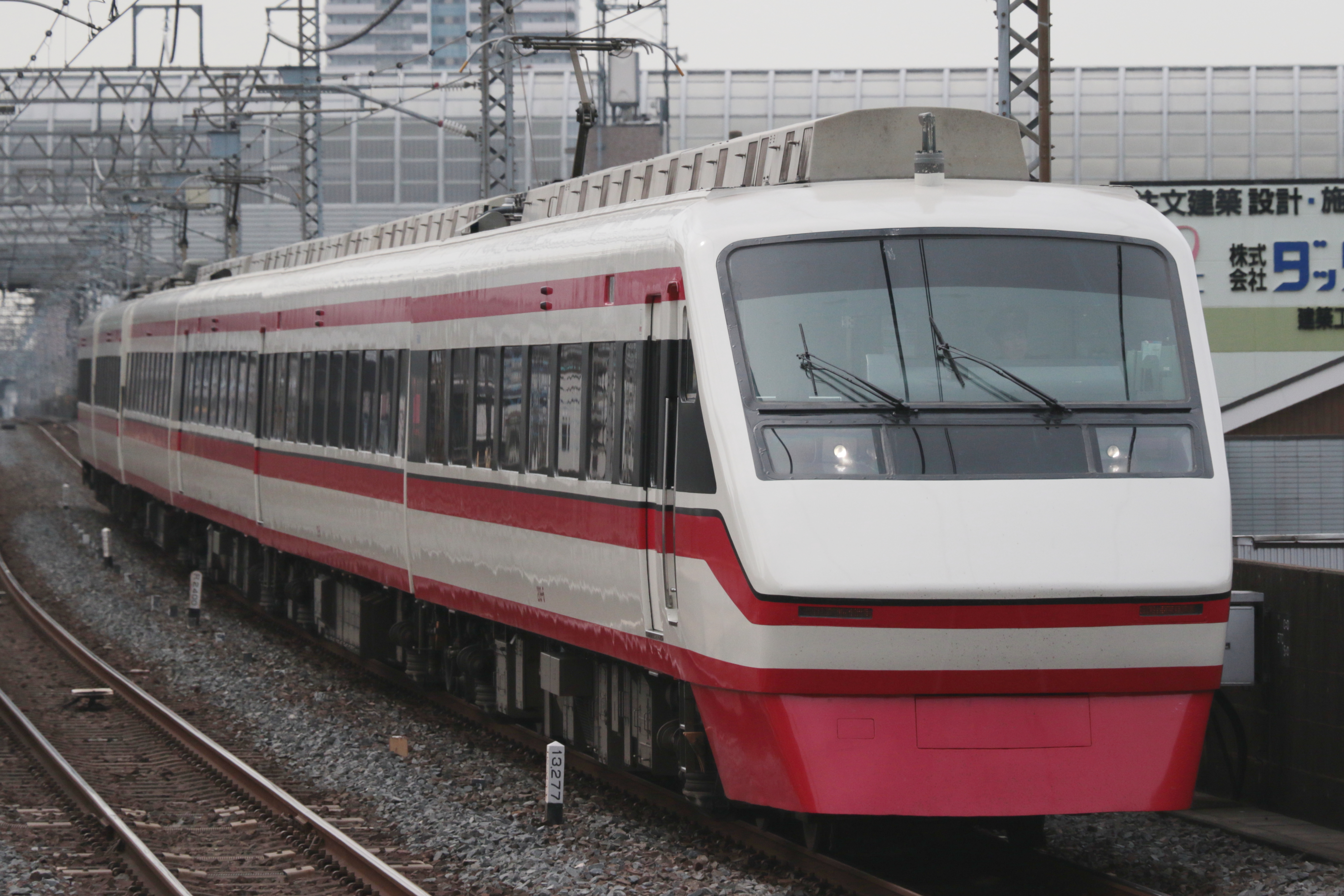
200계 료묘 차량

## 인접역
| 도부 철도 도부 스카이트리 라인()                    | 도부 철도 도부 스카이트리 라인() | 도부 철도 도부 스카이트리 라인() |
| --------------------------------------------------- | -------------------------------- | -------------------------------- |
| TS 17 돗쿄다이가쿠마에 <소카마쓰바라> 아사쿠사 방면 | ■ 보통                           | 가모 TS 19 도부 도부쓰코엔 방면  |